# 3 Korpus Lotnictwa Myśliwskiego
3 Korpus Lotnictwa Myśliwskiego (3 KLM) – wyższy związek taktyczny lotnictwa Wojska Polskiego.

## Formowanie
3 Korpus Lotnictwa Myśliwskiego utworzono w 1952 roku w ramach realizacji planu przyśpieszonego rozwoju Wojska Polskiego na lata 1951-1952 jako wyższy związek taktyczny lotnictwa frontowego. Korpus początkowo miał się składać z trzech dywizji lotnictwa myśliwskiego po trzy pułki lotnicze w każdej. Trudności w procesie formowania dywizji spowodowały, że zmniejszono liczbę znajdujących się w ich składzie pułków z 3 do 2. 
W maju 1956 roku 3 Korpus Lotnictwa Myśliwskiego przeformowano na 3 Korpus Lotnictwa Mieszanego wyłączając z jego składu 6 DLM i wprowadzając 8 i 16 DLSz oraz 15 DLB. W 1957 roku jednostki korpusu stały się bazą do utworzenia lotnictwa operacyjnego.

## Struktura organizacyjna
- Dowództwo Korpusu – Poznań
- 9 Dywizja Lotnictwa Myśliwskiego - Malbork w składzie: 29 plm Orneta i 41 plm Malbork
- 6 Dywizja Lotnictwa Myśliwskiego - Wrocław w składzie: 3 plm Wrocław i 11 plm Poznań
- 11 Dywizja Lotnictwa Myśliwskiego - Świdwin w składzie: 26 plm Zegrze Pom. i 40 plm Świdwin

## Dowódcy korpusu
- gen. bryg. pil. Grigorij Piatakow 1952
- płk pil. Fiodor Czeremuchin 1952-1954